# 入矢麻衣
入矢 麻衣（いりや まい、1992年9月13日 - ）は、日本で活動する韓国国籍のファッションモデル、女優。兵庫県明石市出身。所属事務所はオスカープロモーション。

## 略歴
- 2010年、日テレジェニック2010の候補者に選ばれる。
- 2010年10月、『あほやねん!すきやねん!』の番組企画でM-1グランプリ2010に「もっキラーズ☆」として伊藤綾美、石神澪と出場。1回戦で敗退。
- 2012年、講談社主催のオーディション「ミスiD2013」のファイナリストに選ばれるも、受賞には至らなかった[2]。
- 2016年、ソニー・ミュージックアーティスツからオスカープロモーションに移籍[3]。

## 人物
在日韓国人4世であり、中学まで韓国学校に通っていた。日本生まれだが韓国語で日常会話が可能。韓国で発掘された美術品を日韓合同チームが復元する合作ドキュメンタリー映画『海峡をつなぐ光』ではナビゲーターをつとめた。
清楚なルックスだがお笑い好きであり、ソニー・ミュージックアーティスツ所属時代は自分でネタを作り、ピン芸人としてBeach V出演歴がある。

## 出演

### バラエティ
- あほやねん!すきやねん!（2010年4月 - 2013年3月、NHK大阪） - 木曜レギュラー
- アイドルの穴2010〜日テレジェニックを探せ!〜（2010年4月 - 6月、日本テレビ） - レギュラー
- ピグ☆1GP（2011年1月 - 6月、スカパー!371ch） - MC
- どれ☆きよ天気予報（2011年4月 - 2012年9月、MBS） - レギュラー
- 眠れぬ街のアプリンス（2011年7月 - 9月、日本テレビ） - 準レギュラー
- アイドル☆リーグ!（2011年10月 - 2014年3月、日本テレビ） - レギュラー
- TOKYOヒットガール（2011年10月 - 2012年9月、日本テレビ） - レギュラー
- ハピくるっ!（2012年4月 - 2015年3月、関西テレビ） - 準レギュラー
- おはよう朝日です（2012年5月 - 、朝日放送） - レギュラー
- ピーチ流! / すもももももも!ピーチCAFÉ（2013年9月 - 、読売テレビ） - レギュラー
- 奇跡体験!アンビリバボー（2016年4月 - 、フジテレビ） - 準レギュラー
- 痛快TVスカッとジャパン（2016年5月16日、フジテレビ）-ドラマ・自意識過剰オンナ-女子大生
- 土曜スペシャル / 春満開！房総半島ドライブ旅 (2017年4月8日、テレビ東京)
- さまぁ〜ずの神ギ問（2018年3月3日、フジテレビ）

### テレビドラマ
- 星降る町のわすれもの（2010年3月22日、テレビ大阪） - 平田アサコ 役
- 湘南少女 episode1（2011年4月5日、J:COM） - 美波 役
- ハングリー! 第2話（2012年1月17日、関西テレビ）
- 呪報2405 ワタシが死ぬ理由 第6話（2012年8月16日、関西テレビ） - 主演・岩崎唯 役
- おトメさん 第3話（2013年1月31日、テレビ朝日）
- ST 赤と白の捜査ファイル 第4話（2014年8月6日、日本テレビ） - 田中聡美 役
- アウトバーン マル暴の女刑事・八神瑛子（2014年8月9日、フジテレビ） - 小宮奈緒 役

### CM
- カルピスウォーター「初恋実況あいつのボトル編」（2010年）
- Z会「より学びやすく編」（2010年）
- 東芝「au T005」（2010年）
- Intel「すぐネットPC」（2011年）
- 東京サマーランド「Dobon」（2012年）
- 梅田お化け屋敷「ゆびきりの家」（2012年）
- ビッグボーイ「炙り大俵ハンバーグ」（2015年）

### インターネット番組
- 入矢麻衣のここだけの話。（2011年 - 2012年、Ustream）
- ぶらり路上プロレス（2017年3月 - 、#11、Amazonプライム・ビデオ） - 旅人

### 映画
- アバター（2011年4月30日、太秦株式会社）
- 海峡をつなぐ光 玉虫と少女と日韓歴史ロマン（2011年6月25日、東京テアトル）[6]
- ブルックリン橋をわたって（2011年12月17日、テンダープロ）
- 闇金ウシジマくん（2012年8月25日、S・D・P）
- ソウル・フラワー・トレイン（2013年8月31日、エネサイ）
- 新大久保物語（2013年11月16日、ユナイテッドエンタテインメント） - ユナ 役

### 舞台
- Time Capsule -タイムカプセル-（2011年4月、笹塚ファクトリー） - 安江 役
- The Night of Christmouse 〜クリスマウスの夜〜（2011年12月21日 - 25日、新宿SPACE107）
- 拡散していく、彼女（2012年1月、ギャラリー・ルデコ）
- アリスインプロジェクト「ハイスクールミレニアム2012」（2012年8月15日 - 19日、上野ストアハウス） - 主演・高世真琴 役
- スカンクシアターvol.4「PUPPY」（2012年9月13日 - 17日、劇場MOMO）
- A☆ct Stage Vol.4「ASU」（2013年8月8日 - 11日、南大塚ホール） - レッド・セリョージャ 役
- 怪人養成スクール 女子部（2014年3月7日 - 9日、築地本願寺ブディストホール） - ナノン 役
- アリスインプロジェクト大阪公演 「アリスインデッドリースクール オルタナティブ OSAKA」（2015年2月25日 - 3月1日、大阪市立芸術創造館） - W主演・墨尾優 役
- 居酒屋「夢の郷い殺人事件（2014年10月） - ゲスト：入矢麻衣役
- 夏まで待てない！制作発表イベント（2015年5月）
- 居酒屋「夢の郷」殺人事件2015夏（2015年7月） - 科捜研の女・藤堂舞 役
- 居酒屋「夢の郷」殺人事件2015スピンオフ（2015年12月）

## 作品

### DVD
- 呼びタメ ヒガリノ×入矢麻衣（2012年4月6日、ソニー・ミュージックアーティスツ）